# Дэвис, Патрик
Патрик Дэвис (англ. Patrick Davis; 28 декабря 1986, Стирлинг-Хайтс, Мичиган, США) — профессиональный американский хоккеист, нападающий. Характеризуется как мощный правый крайний нападающий.

## Карьера
В 2005 году был задрафтован командой Нью-Джерси Девилз», всего в НХЛ провел 9 матчей и забросил 1 шайбу. Выступал за различные команды в АХЛ и Немецкой хоккейной лиге. В августе 2012 года подписал однолетний контракт с ЦСКА. Всего, в составе армейцев, сыграл 50 матчей (включая игры плей-офф), в которых набрал (4+8) результативных баллов по системе гол+пас.